# Бразма, Николай Адольфович
Николай Адольфович Бразма (латыш. Nikolajs Brāzma, до 1939 Николай Брауэр; 28 мая 1913 года, Режица, Витебская губерния, Российская империя — 28 декабря 1966 года, Рига, Латвийская ССР) — латвийский советский математик, кандидат физико-математических наук (1946). Педагог высшей школы, организатор науки. Преподавал в Латвийском государственном университете (1944—1959) и Рижском политехническом институте (1959—1966). Директор Физико-математического института АН Латвийской ССР (1946—1948). Внёс вклад в теорию квазипериодических функций, решение систем телеграфных уравнений.

## Биография
Николай Бразма (до 1939 года — Брауэр) родился 28 мая 1913 года в Режице (ныне — Резекне, Латвия). Отец, Адольфс Брауэрс, был агрономом, позже акцизным чиновником, образование получил в Рижском политехническом институте при поддержке Комиссии знаний Рижского латышского общества. Мать, Зельма (ур. Прейпича-Фрайберг) была учителем. Дед по матери окончил Тербатский ветеринарный институт, ветеринарный врач, автор первой книги по зоотехнике на латышском языке.
Начальное образование получил в русских школах Резекне (Суслова, Гаранцева), а с 1924 по 1929 год учился в латышских средних школах Резекне, Талсоса. После этого (1929—1931) учился в реальном классе 1-й гимназии города Риги. Параллельно с учёбой в гимназии он очень успешно учился игре на фортепиано в Латвийской консерватории, однако музыкальное образование не окончил. В 1931 году начал обучение на математическом отделении факультета математики и естественных наук Литовского университета прикладных наук и окончил его с отличием в 1936 году. После завершения учебы в Латвийском университете в 1936 году Николай Бразма был оставлен в университете для подготовки к научной деятельности. В 1938 году Бразма стал самым молодым ассистентом кафедры математики.
С 1934 по 1937 год работал на Государственном электротехническом заводе, где в основном занимался вопросами геометрической оптики. В то время ВЭФ готовил узкопленочный кинопроектор и самую маленькую в мире камеру MINOX, для которой Николай Бразма выполнил расчеты оптической части. В последующие годы он также был консультантом ВЭФ.
В 1939 году он работал в Копенгагенском университете под руководством профессора Харальда Бора, вёл исследования квазипериодических функций. В 1940 году Бразма стал доцентом математики. Его доклад назывался «Сходимость и суммируемость тригонометрических рядов». После Второй мировой войны в 1946 году получил степень кандидата физико-математических наук. 
- 1944—1947: декан физико-математического факультета Латвийского университета.
- 1944—1950 — заведующий кафедрой общей математики физико-математического факультета Латвийского государственного университета.
- 1946—1948 — первый директор Физико-математического института (ФМИ) АН Латвийской ССР[1].

В 1956 году получил звание доцента. В 1957 году работал на кафедре высшей математики Латвийской сельскохозяйственной академии. В 1958 году возглавил кафедру высшей математики Рижского политехнического института.

## Оценки коллег
А. Д. Мышкис, в 1948—1953 годах преподававший в Латвийском университете, писал

…самым опытным преподавателем был Н. А. Бразма. Он был очень добросовестным и исполнительным сотрудником, по характеру педантичным и несколько суховатым.
Помню, как он при каждой встрече со мной доставал тетрадь с большим числом вопросов, которые он считал нужным обсудить. Каждый из этих вопросов после обсуждения он аккуратно вычеркивал; некоторые из них были совсем мелкие, но всё равно они имели в списке свой номер. (При этом он употреблял своеобразное выражение: «Меня озобачивает, что…».) Ему очень долго не присваивали звание доцента, хотя он был кандидатом наук, и кафедра неоднократно ходатайствовала об этом. Вероятно, причина была < в том, что Бразма преподавал в годы фашистской оккупации>. Н. А. Бразма занимался исследованием обобщенной системы телеграфных уравнений (обобщение состоит в том, что вместо одного провода рассматривается пучок взаимодействующих проводов). Он имел ряд публикаций на эту тему… У меня с Н. А. Бразмой была совместная статья на эту же тему, где по его предложению было четко оговорено, какая часть кем написана (обычно в совместных статьях я этого не делаю).